# Csonburi
Csonburi (thaiul írva: ชลบุรี, angol átírással: Chonburi) város Thaiföldön, Bangkoktól kb. 80 km-re délkeletre. Az azonos nevű tartomány székhelye. Az agglomeráció lakossága 183 ezer fő volt 2000-ben.
Ipari központ. Gazdaságában kiemelkedik a tuk-tuk járműgyártás, a halászat, osztriga-tenyésztés, a környék mezőgazdasági áruinak feldolgozása (cukornád, kókusz, manióka, rizs). 
A város és a Pattaja közti mélytengeri-kikötő (Laem Chabang városnál) az ország legnagyobb kikötője.

## Látnivalók
- Wat Thep Phuttharam kínai templomkörzet
- Wat Yai Inthraram , régi, ajutthajai-stílusú templom
- Mangrove-erdő a város DNy-i részén (Mangrove Forest Conserve and Natural Study Center)
- Khao Kheow Open Zoo, vadon élő állatok és madárház ritka madarakkal
- Najataisue templomkörzet és Ang Sila falu, a várostól kb. 9 km-re DNy-ra

## Fordítás
- Ez a szócikk részben vagy egészben  a   Chonburi című német Wikipédia-szócikk fordításán alapul.  Az eredeti cikk szerkesztőit annak laptörténete sorolja fel. Ez a jelzés csupán a megfogalmazás eredetét és a szerzői jogokat jelzi, nem szolgál a cikkben szereplő információk forrásmegjelöléseként.